# Mon bistrot préféré
Singles de Renaud
Cœur perdu
(2003) Vagabonds
(2009)
Mon bistrot préféré est le quatrième et dernier single de Renaud extrait de l'album Boucan d'enfer. Chanson nostalgique, Renaud y évoque quelques « grands disparus » qu'il a aimés ou qui l'ont inspiré.

## Contenu
Situé « quelque part dans les cieux », on y parle d'humour, de vin, d'amour et des femmes... Renaud y rassemble :
- des écrivains : Alphonse Boudard, Jean-Pierre Chabrol, Frédéric Dard, René Fallet, Guy de Maupassant, Marcel Pagnol, Jacques Rigaut, Boris Vian
- des chanteurs : Georges Brassens, Jacques Brel, Aristide Bruant, Léo Ferré (« Léo l'anarchiste »), Serge Gainsbourg, Boby Lapointe, Charles Trenet
- des poètes : Bernard Dimey, Jacques Prévert, Arthur Rimbaud, Paul Verlaine, François Villon
- des acteurs : Patrick Dewaere, Maurice Ronet
- des humoristes : Coluche, Pierre Desproges
- des auteurs de bandes dessinées : André Franquin, Jean-Marc Reiser
- ainsi qu'un dialoguiste : Michel Audiard, un photographe : Robert Doisneau
- un homme politique : François Mitterrand (« Tonton »)

Renaud espère que lorsque la Grande Faucheuse viendra le chercher, elle l'y emmènera.
Il regrettera par la suite d'avoir oublié des personnes comme René Goscinny, Marcel Mouloudji, Jean-Roger Caussimon et des femmes telles que Barbara, Édith Piaf, Fréhel ou encore Marguerite Duras.